# Paraphidippus luteus
Paraphidippus luteus là một loài nhện trong họ Salticidae.
Loài này thuộc chi Paraphidippus. Paraphidippus luteus được Elizabeth Maria Gifford Peckham & George William Peckham miêu tả năm 1896.